# Ił-20 (1948)
Ił-20 (ros. Ил-20) – radziecki samolot szturmowy z okresu po II wojnie światowej

## Historia
W wyniki doświadczeń w toku walk samolotów szturmowych w trakcie II wojny światowej Siergiej Iljuszyn podjął się modyfikacji samolotu Ił-10 w celu poprawienia widoczności z kabiny oraz zapewnienia większej dokładności prowadzenia ognia z broni pokładowej. 
Wychodząc z tego założenia w opracowanym samolocie kabinę załogi umieszczono nad silnikiem i znacznie wysunięto ją do przodu. Takie usytuowanie kabiny zapewniało pilotowi widoczność w locie poziomym pod kątem od 37º do linii horyzontu a w locie nurkowym pod kątem 40 – 45º. Można było więc obserwować cele znajdujące się bezpośrednio pod samolotem. 
Tak opracowany samolot został zbudowany i w dniu 5 grudnia 1948 roku oblatany. Podano go serii prób w locie, który potwierdziły dobre właściwości pilotażowe, ale prędkość była zbyt mała. Także zastosowany silnik, który wcześniej nie przeszedł wszystkich prób, wykazywał wiele wad. W związku z wynikami prób, które wykazały, że samolot Ił-20 ma gorsze osiągi niż nowa wersja samolotu Ił-10M i coraz częstszym użyciem do napędu samolotów silniki odrzutowe zrezygnowano ostatecznie z tego samolotu. 

## Użycie
Samolot Ił-20 używany był tylko do prób i badań w locie. 

## Opis konstrukcji
Samolot szturmowy Ił-20 był dolnopłatem, o konstrukcji całkowicie metalowej. 
Kadłub w przedniej części silnie opancerzony mieścił silnik, nad którym usytuowano dwumiejscową kabinę załogi. Za kabiną znajdowały się zbiorniki paliwa. 
Napęd stanowił silnik tłokowy umieszczony w przedniej części kadłuba, w obrębie pancernego korpusu, chroniący go przed uszkodzeniem od ognia przeciwnika.
Podwozie klasyczne, chowane w locie w centropłacie.